# 思茅清明花

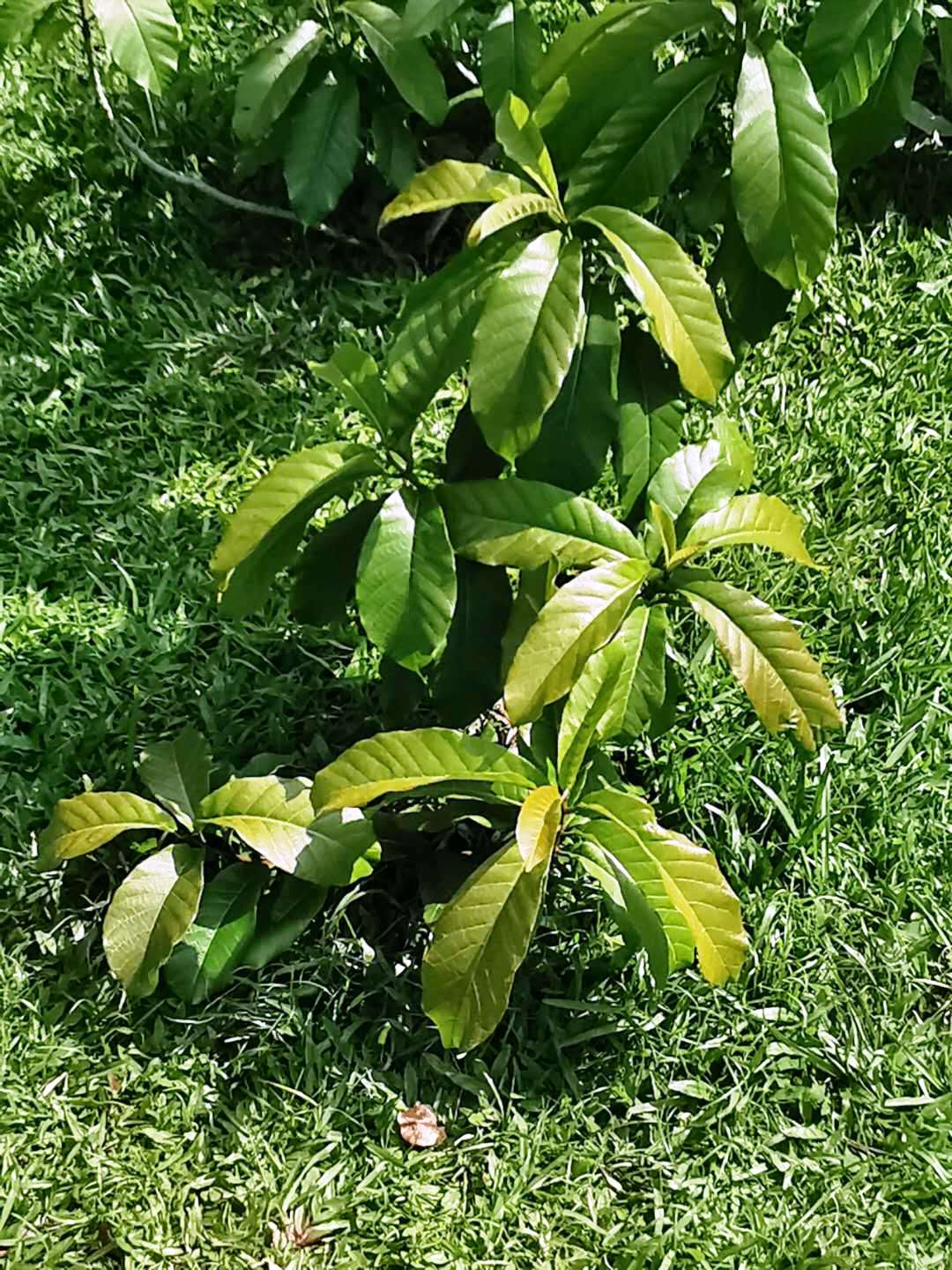

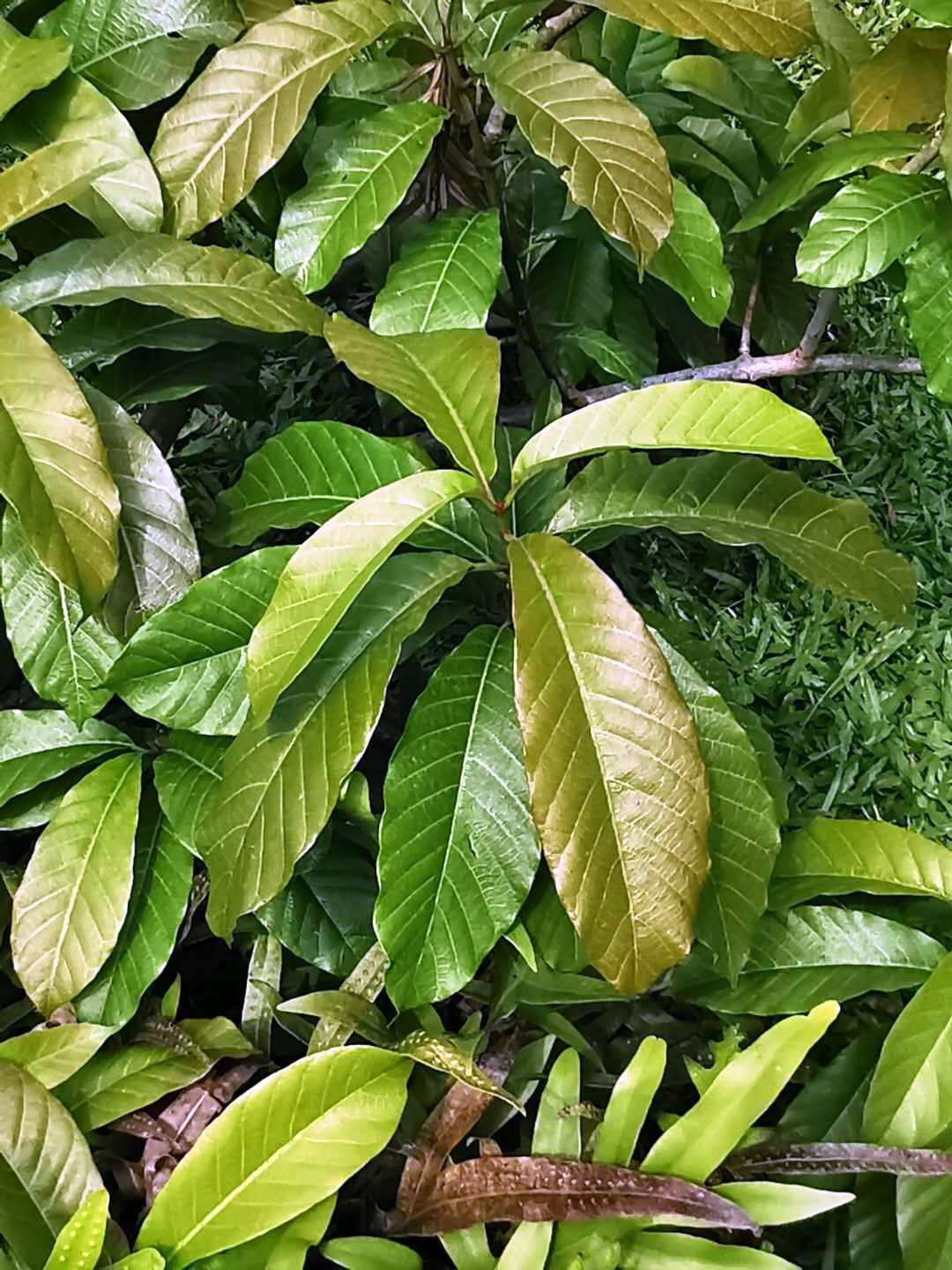

思茅清明花（学名：Beaumontia murtonii）是夹竹桃科清明花属的植物。分布在泰国、越南以及中国大陆的云南等地，生长于海拔800米至1,400米的地区，见于杂木林中，目前尚未由人工引种栽培。